# Абдулаев, Убайдуло
Убайдуло Абдулаев (также встречается — Убайдулло Абдулаев (Абдуллоев); род. 1927, кишлак Алтинсуюк, Узбекская ССР) — советский таджикский работник сельского хозяйства, звеньевой, а затем бригадир хлопководческой бригады колхоза «Коммунизм». Герой Социалистического Труда (1948).

## Биография
Убайдуло Абдулаев родился в 1927 или 1928 годах в кишлаке Алтинсуюк (Алтыарыкский район, Ферганский округ, Узбекская ССР). По национальности — узбек. Начал свою трудовую деятельность Великой Отечественной войны, занимал должность звеньевого хлопководческого колхоза «Коммунизм», который находился в Кокташском районе.
В 1947 году звено под руководством Абдулаева собрало по 87,86 центнеров хлопка на 5 гектарах посевов. За это 1 марта 1948 года Убайдуло Абдулаев был удостоен звания Героя Социалистического Труда.
В 1953 году Убайдуло был назначен на должность бригадира в том же колхозе «Коммунизм», который вскоре был переименован в «Ленинград». Бригада возглавляемая им собирала высокие урожаи хлопка в 1960—1962 годах, а также участвовала во внедрении механизации хлопководства. С 1968 года по 1983 год был механиком в колхозе.
В 1984 году получил статус персонального пенсионера. Проживает на территории Таджикистана.

## Награды
Убайдуло Абдулаев был удостоен следующих наград и званий:
- Звание Герой Социалистического Труда (Указ Президиума Верховного Совета СССР от 1 марта 1948) — «за получение высокого урожая хлопка при выполнении колхозом обязательных поставок и натуроплаты за работу МТС в 1947 году и обеспеченности семенами зерновых культур для весеннего сева 1948 года» ;

- Золотая медаль «Серп и Молот» (1 марта 1948 — № 933);
- Орден Ленина (1 марта 1948 — № 67996);

- Орден Трудового Красного Знамени;
- также был награждён медалями;
- Почётная Грамота Президиума Верховного Совета Таджикской ССР;
- Мастер хлопка Таджикской ССР (1962).